# Нижняя Убыть
 Нижняя Убыть  — деревня в Глазовском районе Удмуртии в составе сельского поселения Кожильское.

## География
Находится на расстоянии менее 3 км на запад по прямой от центра района города Глазов.

## История
Известна с 1646 года как деревня Нижняя Убыть на речке на Убытке, в 3 дворах которой проживали 12 мужчин. В 1717 году упоминается как деревня Убытцкая с 2 дворами. В 1873 году здесь (Убытская или Убыт-дур) дворов 5 и жителей 39, в 1905 (Нижняя Убыть или Улысь-Убытьдур) 19 и 187, в 1924 28 и 237 (примерно 65 % удмурты). Работали колхозы"Луч" и «Звезда».

## Население
Постоянное население составляло 28 человек (удмурты 78 %) в 2002 году, 19 в 2012.